# Partenope (1890)
Крейсер «Партенопе» (італ. Minerva) — торпедний крейсер однойменного типу Королівських ВМС Італії кінця XIX століття.

## Історія створення
Крейсер «Партенопе» був закладений 8 червня 1888 року на верфі «Regio Cantiere di Castellammare di Stabia» у місті Кастелламмаре-ді-Стабія. Спущений на воду 23 грудня 1889 року, вступив у стрій 11 вересня 1890 року.

## Історія служби
Після вступу у стрій корабель був включений до складу 2-го Дивізіону італійського флоту. У 1895 року, разом з іншими італійськими кораблями здійснив візит у Спітхед (Велика Британія). Того ж року у складі італійської ескадри брав участь у поході міжнародних військово-морських сил біля берегів Криту, де напруга у стосунках між Грецією та Османською імперією зрештою переросла у греко-турецьку війну.
У 1904 році був переведений до складу 1-ї Ескадри. Протягом 1906-1908 років корабель пройшов модернізацію, під час якої був перетворений на мінний загороджувач. На кораблі були встановлені нові нафтові котли та зменшена кількість озброєння: залишились дві 76,2-мм, чотири 57-мм та дві 37-мм гармати. Також було встановлене обладнання для постановки 60 мін.
Під час італійсько-турецької війни корабель був включений до складу 2-го Дивізіону 1-ї Ескадри. У листопаді 1911 року разом з крейсерами «Карло Альберто», «Лігурія»  та міноносцем «Чіньо» (італ. Cigno) здійснював вогневу підтримку гарнізону Триполі під час турецьких атак.
У грудні «Партенопе» разом з крейсером «Лігурія»]та міноносцями «Дардо» і «Еуро» взяв участь в обстрілах портів Зуара, Місурата та Аргуб.
Після вступу Італії у Першу світову війну та після втрати декількох кораблів командувач італійським флотом Паоло Таон ді Ревель, зважаючи на небезпеку від підводних човнів та мін противника, обмежив активне використання великих кораблів в Адріатичному морі. Натомість малі кораблі та катери залучались до блокади та постановки мін біля австро-угорського узбережжя.
У рамках цієї стратегії використовувались кораблі «Мінерва», «Партенопе» та «Гоїто», які ставили міни біля ворожого узбережжя.
24 березня 1918 року «Партенопе» був потоплений австро-угорським підводним човном «UC-67» поблизу Бізерти у точці з координатами 37°53′ пн. ш. 10°10′ сх. д. / 37.883° пн. ш. 10.167° сх. д..